# Ciclocomputer

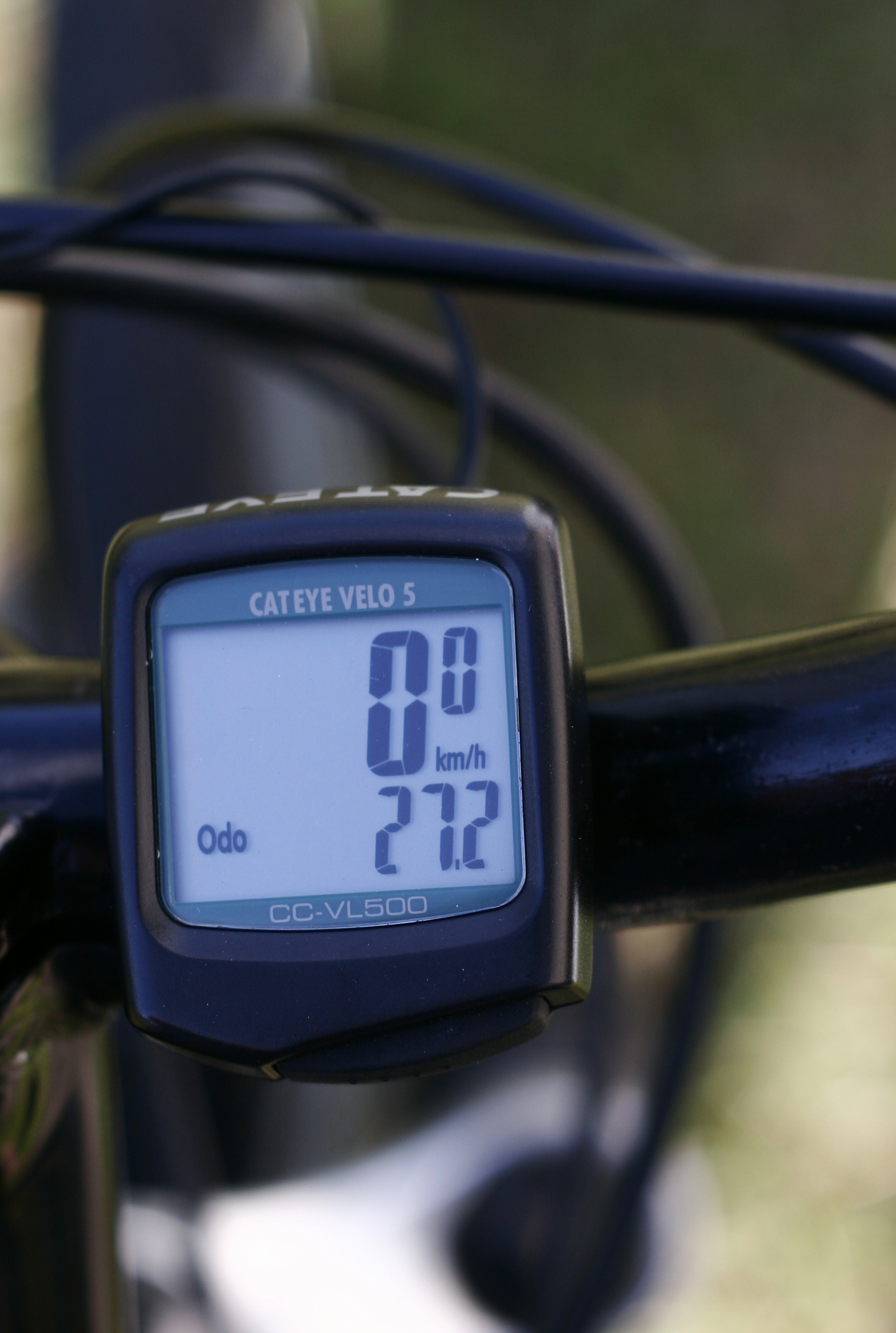
Un ciclocomputer

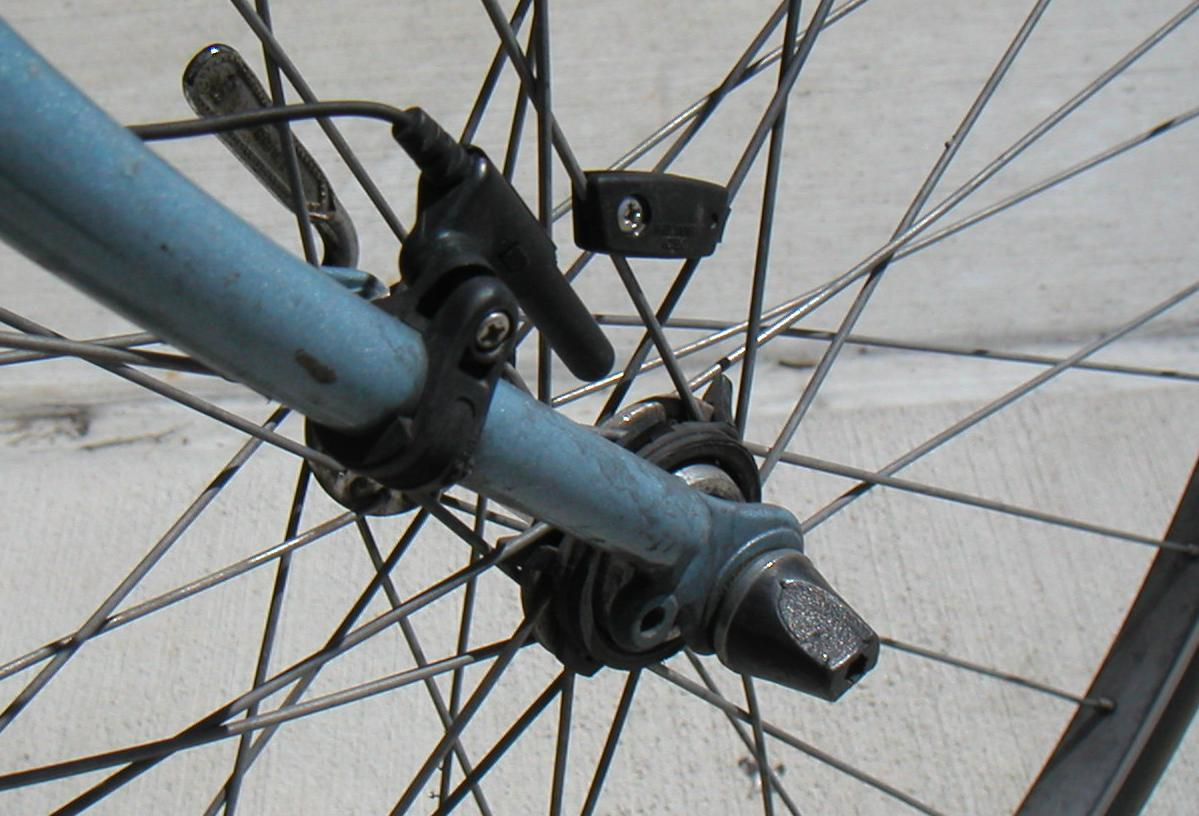
Il sensore di un ciclocomputer con i fili

Il ciclocomputer è un dispositivo elettronico applicato alle biciclette che calcola e indica informazioni quali velocità istantanea, velocità massima, velocità media, distanza percorsa tramite odometro, ecc. Ne esistono di due tipi, a seconda di come l'interfaccia elettronica è collegata al sensore posto vicino alla ruota: con o senza fili.

## Descrizione
Tipicamente il sensore è montato sulla parte bassa della forcella della ruota anteriore e rileva per induzione elettromagnetica l'impulso elettrico generato al passaggio in prossimità di un magnete montato su un raggio della ruota: impostando come riferimento la dimensione della circonferenza esterna della ruota, l'elettronica digitale di bordo del ciclocomputer calcola i parametri richiesti grazie anche alla presenza di un orologio interno visualizzandoli successivamente sullo schermo a favore dell'utente.
Modelli evoluti includono anche sensori per la rilevazione della frequenza di pedalata (rpm), della frequenza cardiaca integrando il cardiofrequenzimetro e potenziometri. Una recente evoluzione dei ciclocomputer è il ciclocomputer GPS che calcola i parametri richiesti senza il suddetto sensore sulla ruota, ma tramite l'ausilio di un ricevitore GPS che oltre alla visualizzazione delle coordinate geografiche permette anche la registrazione di tracciati, altimetrie e pendenze, sebbene questo sistema possa rivelarsi meno preciso e accurato per le limitazioni del sistema GPS stesso.